# Ixion dinesenae
Ixion dinesenae är en korallart som beskrevs av Philip Alderslade 200. Ixion dinesenae ingår i släktet Ixion och familjen Xeniidae. Inga underarter finns listade i Catalogue of Life.